# Maskentölpel

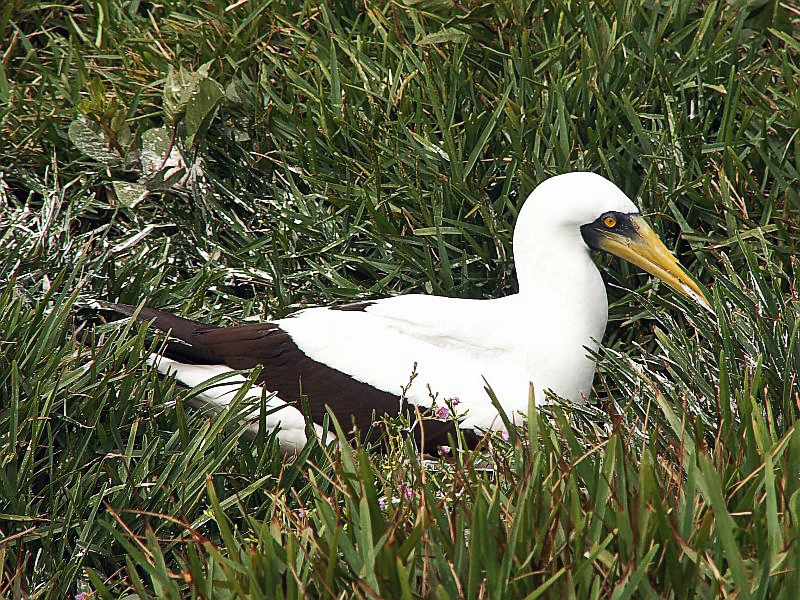
Brütender Maskentölpel der Unterart dactylatra auf Abrolhos

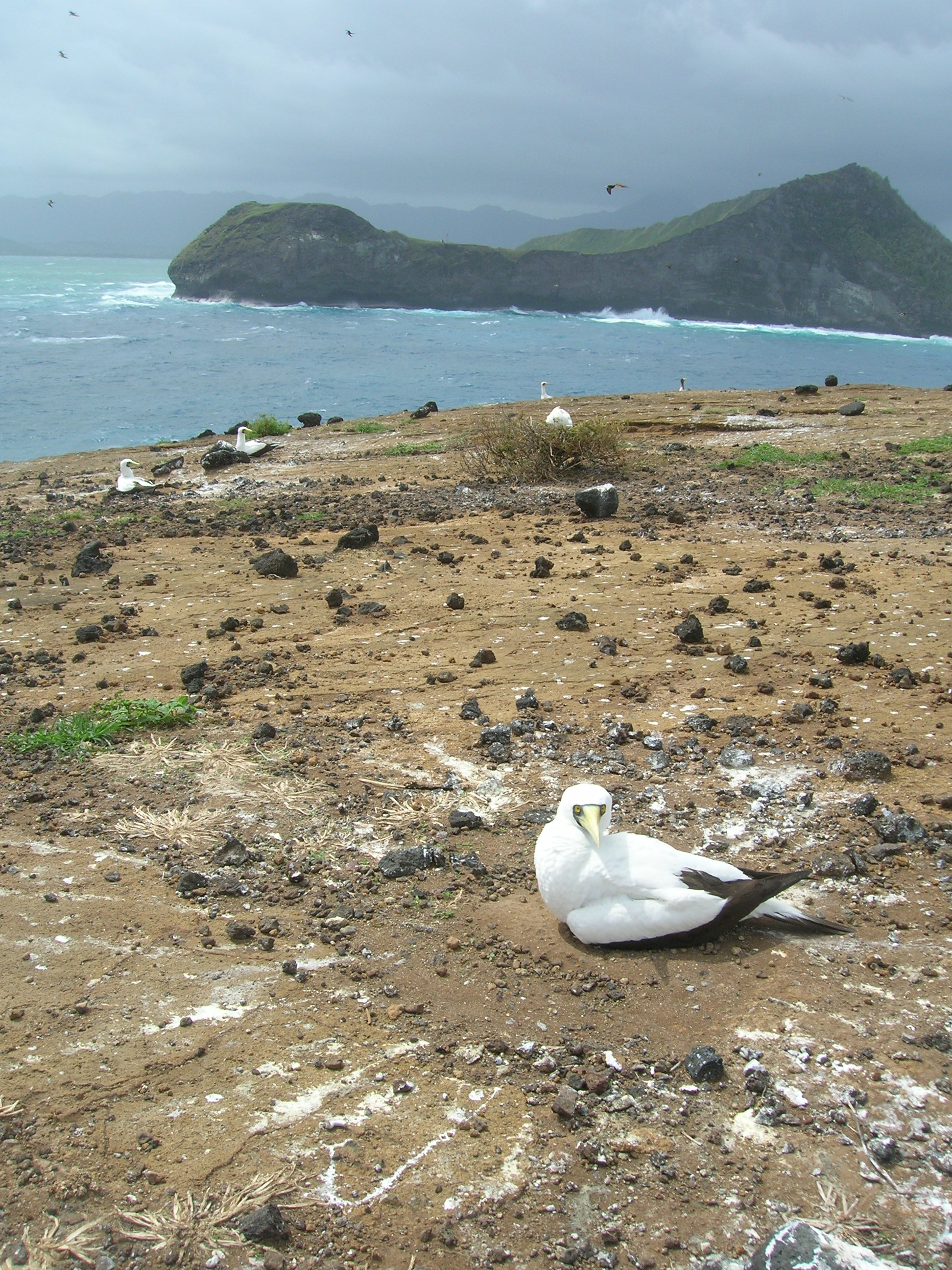
Brutkolonie des Maskentölpels auf Hawaii

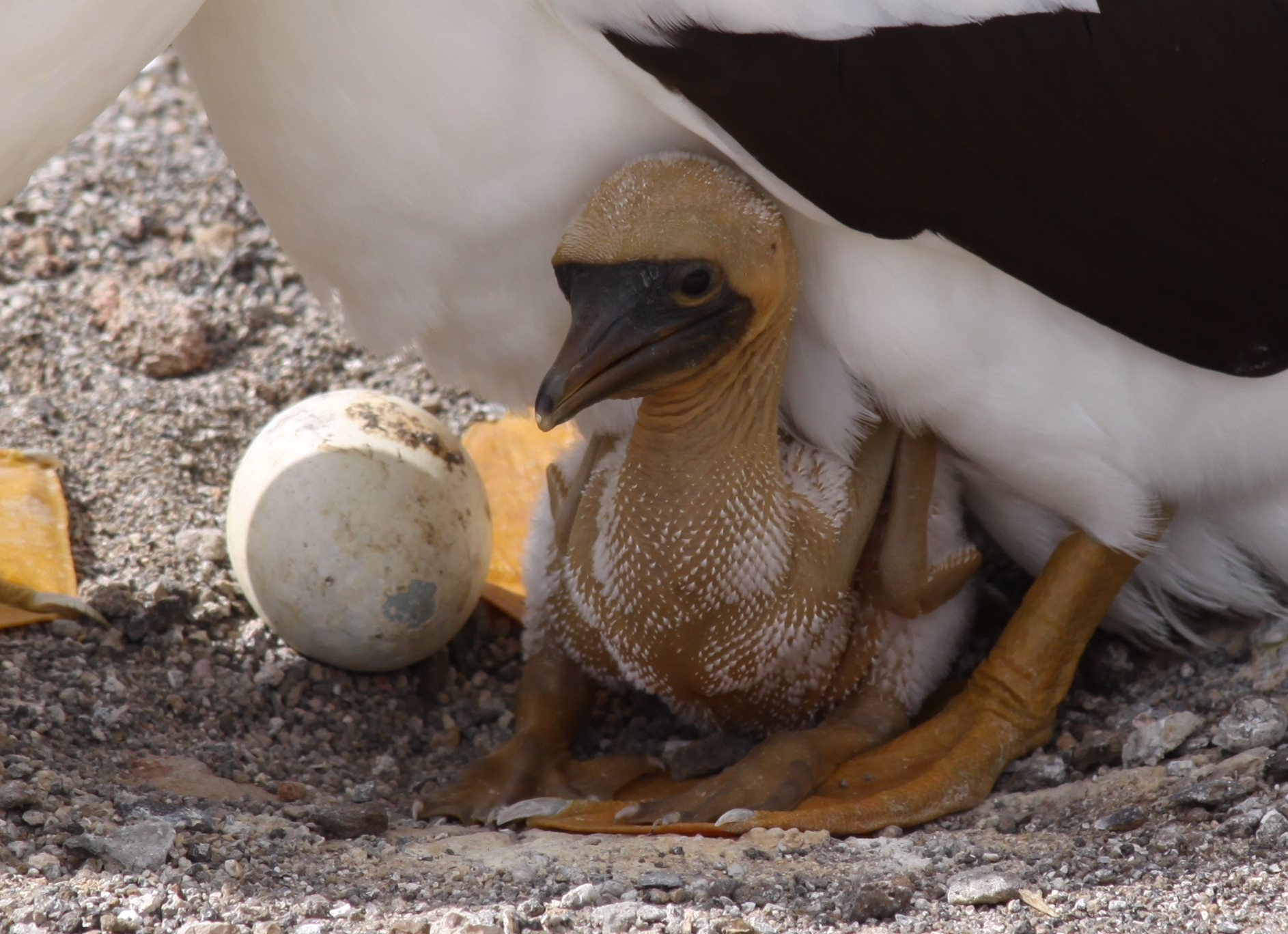
Küken des Maskentölpels

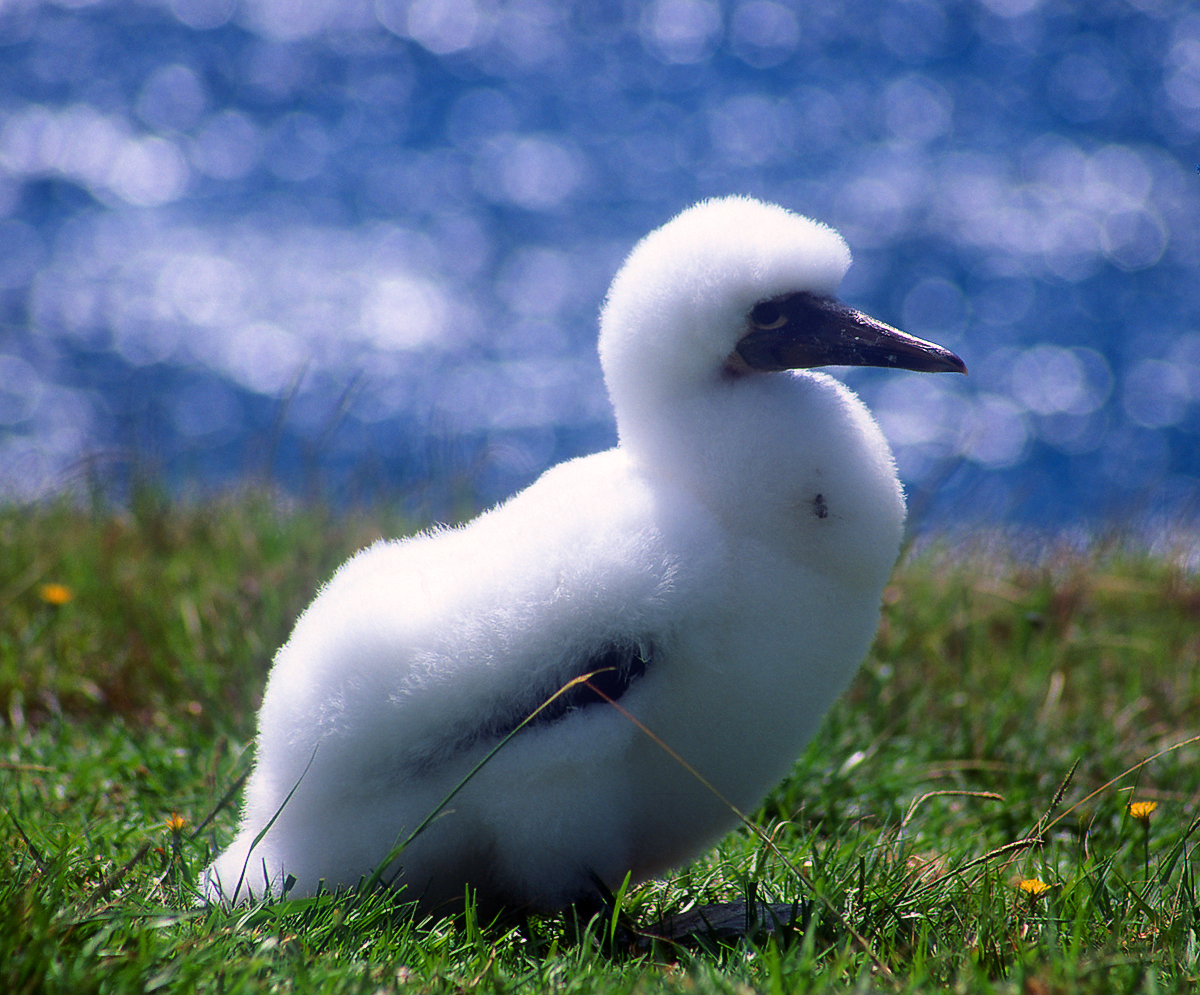
Dunenküken

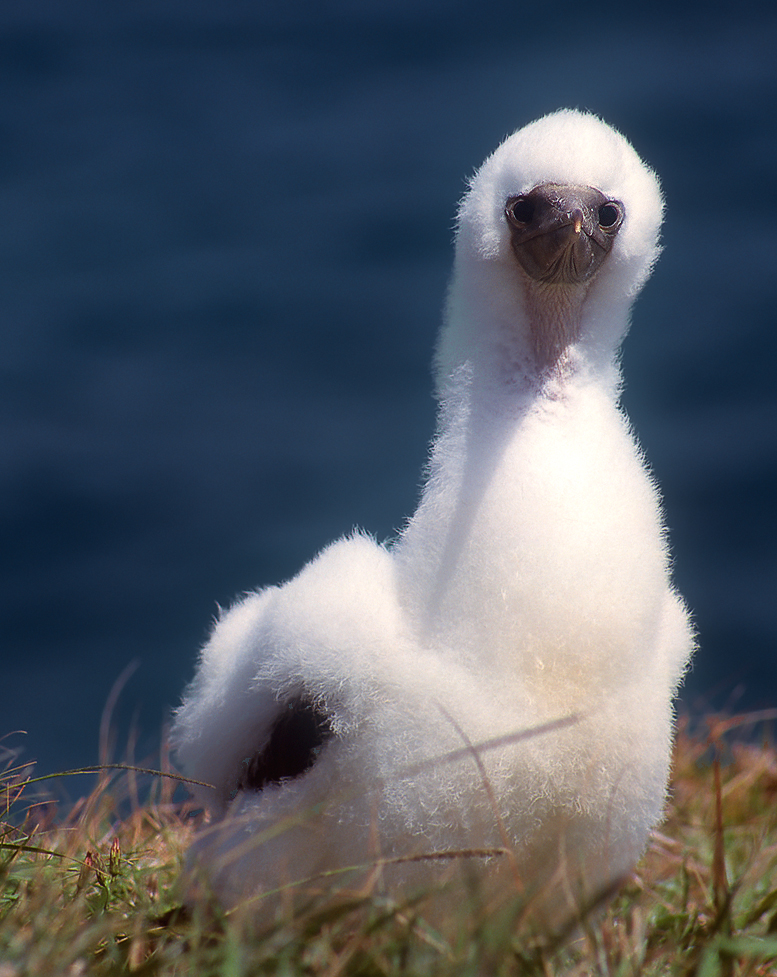
Dunenküken

Der Maskentölpel (Sula dactylatra) ist ein auf tropischen Meeren vorkommender Vertreter der Tölpel.
Die Bestandssituation des Maskentölpel wurde 2016 in der Roten Liste gefährdeter Arten der IUCN als „Least Concern (LC)“ = „nicht gefährdet“ eingestuft.

## Erscheinungsbild

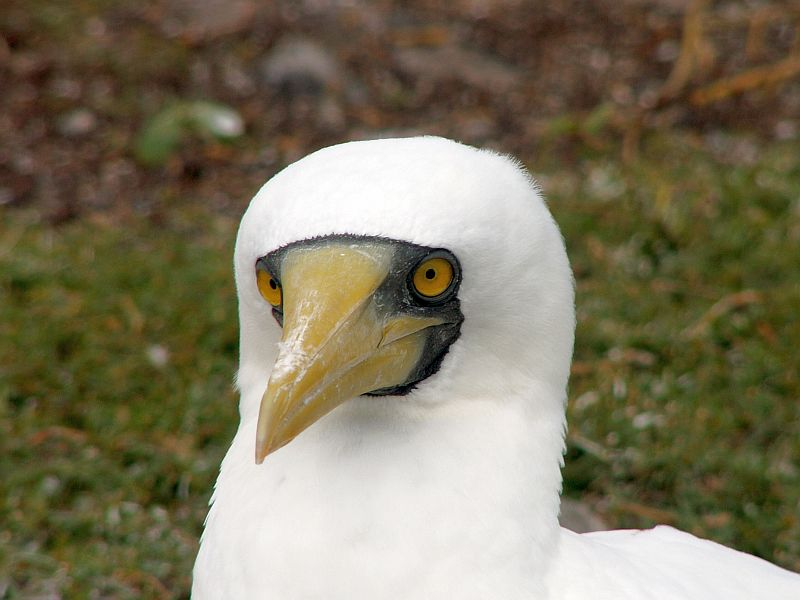
Porträt eines Maskentölpels

Der Maskentölpel erreicht eine Körperlänge von 75 bis 85 Zentimeter, die Flügelspannweite beträgt 160 bis 170 Zentimeter. Maskentölpel erreichen ein Gewicht zwischen 1,2 und 2,2 Kilogramm. Er ist die größte Art innerhalb der Gattung Sula.
Der Maskentölpel ist ein weißer Vogel mit schwarzen Flügelrändern, schwarzem Schwanz und dunkler Gesichtsmaske. Die ähnlich aussehenden Geschlechter unterscheiden sich dadurch, dass das Männchen einen gelben, das Weibchen einen grünlich-gelben Schnabel hat. Der Jungvogel ist am Kopf und an der Unterseite bräunlich, am Rumpf und am Hals weiß gefärbt.
Maskentölpel fliegen mit kräftigen, gleichmäßigen Flügelschlägen, der Flug ist immer wieder von Gleitphasen unterbrochen. Gewöhnlich fliegen sie in Höhen von mehr als sieben Meter, der Flug ist schnell und kann eine Geschwindigkeit von bis zu 70 km/h erreichen. Es sind Stoßtaucher, die fast senkrecht ins Meer stoßen. Sie ruhen und schwimmen auf See, dabei liegen sie hoch im Wasser. Sie ruhen gelegentlich auch auf Bojen und auf anderen, sich im Meer befindlichen Konstruktionen wie beispielsweise Ölplattformen. Auf See sind sie nicht sehr ruffreudig, in den Brutkolonien sind dagegen die schrillen, pfeifenden Begrüßungsrufe der Männchen und die trompetenden Laute der Weibchen zu vernehmen.
Im Verbreitungsgebiet des Maskentölpels kommen mehrere andere Tölpelarten vor, mit denen der Maskentölpel verwechselt werden kann. Der Australische Tölpel und der Kaptölpel unterscheiden sich vom Maskentölpel durch ihren gelblichen Kopf. Der Graufußtölpel hat dunklere Flügel, die außerdem dunkler sind. Er ist außerdem langschwänziger und der Kopf wirkt größer. Der Rotfußtölpel ist kleiner, die in Australasien vorkommende Unterart hat einen weißen Schwanz. Der Kopf dieser Tölpelart ist außerdem gelblich überwaschen.

## Verbreitung
Der Maskentölpel kommt auf allen tropischen Weltmeeren vor. Das Verbreitungsgebiet reicht im Süden bis Australien, Südafrika und Südamerika, im Norden in den Golf von Mexiko und den Südosten der USA. Die Verbreitung des Maskentölpels ist möglicherweise von der Verbreitung Fliegender Fische beeinflusst. In Westeuropa kommt der Maskentölpel nur als Irrgast vor.
Insgesamt werden vier Unterarten unterschieden:
- S. d. personata Gould, 1846 – brütet im zentralen und westlichen Pazifik.
- S. d. dactylatra Lesson, RP, 1831 – brütet in der Karibik und einigen atlantischen Inseln, wie Ascension und Tobago.
- S. d. melanops Hartlaub, 1859 – brütet im westlichen Indischen Ozean.[6]
- Tasman-Tölpel S. d. tasmani van Tets, Meredith, Fullagar & Davidson, 1988 (Synonyme: Sula tasmani, Sula dactylatra fullagari) – brütet auf der Lord-Howe-Insel und den Kermadecinseln.

Die Brutkolonien der Maskentölpel befinden sich auf tropischen Inseln, Atollen und Cays, die gewöhnlich weit vor der Küste des Festlands liegen. Maskentölpel nutzen gelegentlich auch sehr flache Cays, die in tropischen Stürmen oder bei sehr hohen Tiden überwaschen werden. Die südlichste Brutkolonie befindet sich auf der Lord-Howe-Insel.

## Nahrung und Nahrungserwerb
Der Maskentölpel ist ein spektakulärer Taucher, der mit hoher Geschwindigkeit ins Wasser eintaucht. Sie stoßen dabei aus einer Flughöhe von zwölf bis 100 Meter herab und können eine Tauchtiefe von mindestens zwei bis drei Meter erreichen. Maskentölpel nutzen während ihrer Nahrungssuche aber auch Gewässer mit einer Tiefe von lediglich 1,5 Meter. Während der Brutzeit suchen sie häufig fernab ihrer Brutkolonien nach Nahrung. In den Gewässern vor Hawaii werden Maskentölpel regelmäßig mehr als achtzig Kilometer von der nächsten Inseln gesehen und im Indischen Ozean suchen Maskentölpel häufig in einer Entfernung von 160 bis 320 Kilometer von ihrer Brutkolonie nach Nahrung. Die gefangene Beute wird in der Regel noch unter Wasser verschluckt.
Er ernährt sich hauptsächlich von kleinen Fischen, inklusive Fliegende Fische.

## Fortpflanzung

### Brutkolonie

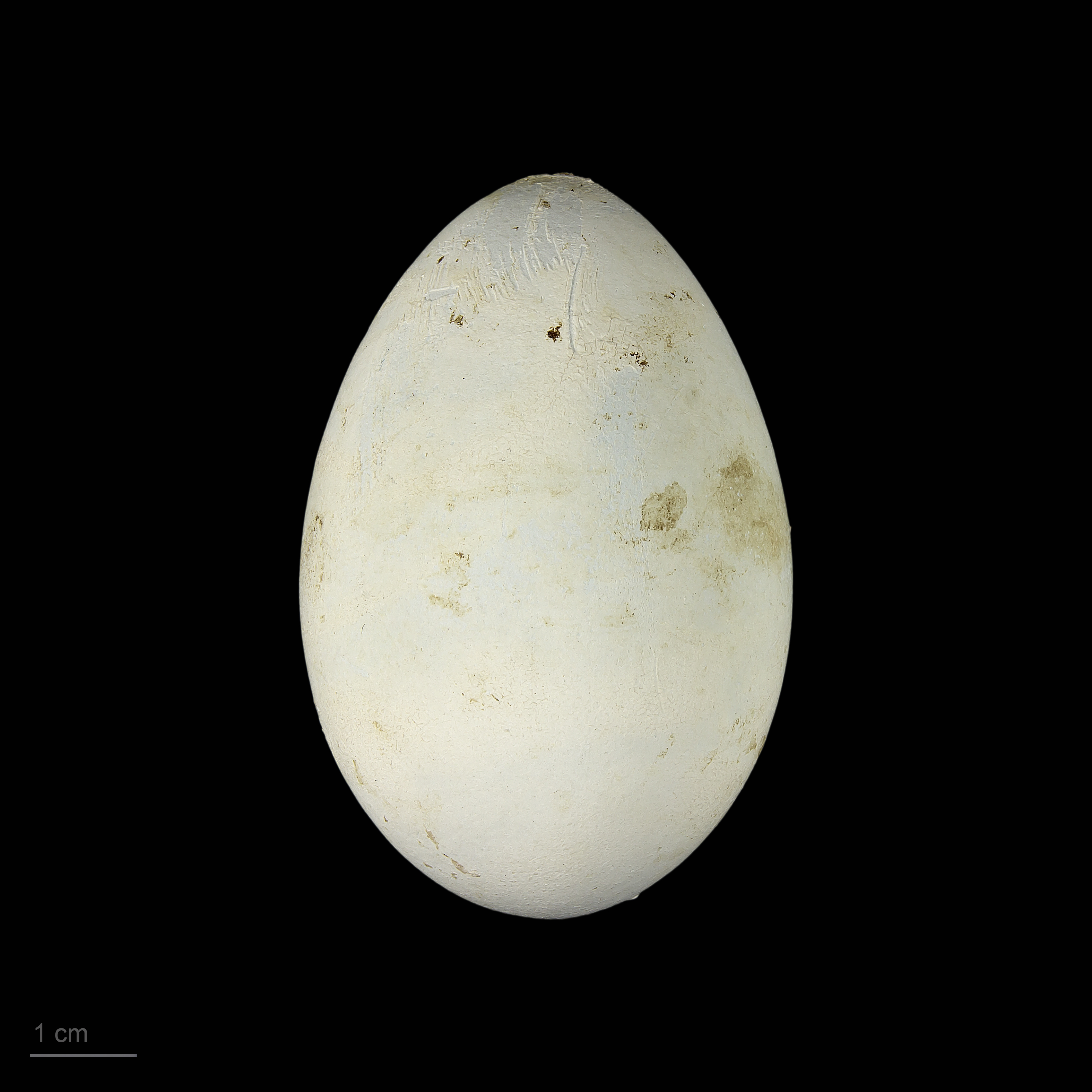
Ei des Maskentölpels

Der Maskentölpel ist wie alle Tölpelarten ein Koloniebrüter, allerdings weisen seine Kolonien nicht die sehr hohe Dichte auf, wie sie beispielsweise beim Basstölpel oder dem Kaptölpel charakteristisch ist. Auf Raine Island vor der australischen Küste brüten beispielsweise auf 100 Quadratmeter vier Paare. In anderen Brutkolonien wurde eine Nestdichte festgestellt, die von einem Nest pro 3,3 Quadratmeter bis einem Nest pro 201 Quadratmeter reicht. Eine Untersuchung von Oppel et al. (2015) bestätigte die Hypothese, dass Maskentölpel in Brutkolonien mit einer geringeren Individuenzahl im Schnitt  eine höhere Fitness aufweisen, als in größeren Kolonien, da sie weniger um Nahrung konkurrieren (Ashmole’s Hypothese). Brutkolonien bestehen über sehr lange Zeit, gelegentlich nutzen Weißbauchtölpel dieselbe Brutkolonie.
Der Niststandort wird von Männchen zu Beginn der Fortpflanzungsperiode gewählt. Die von ihm gewählte Stelle wird gegen andere Männchen sowie benachbarte Brutpaare verteidigt. Sobald das Männchen sich verpaart hat, beteiligt sich auch das Weibchen an der Verteidigung des Niststandorts. Angegriffen werden neben Artgenossen auch andere Tölpelarten sowie Menschen oder Schildkröten, die sich dem Nistbereich nähern.

### Eiablage
Der Maskentölpel legt ein bis zwei weiße Eier auf den kahlen Sandboden. Maskentölpel zeigen kein ausgeprägtes Nistverhalten, sie scharren nicht einmal eine flache Bodenmulde. Das Männchen bringt zum Beginn der Fortpflanzungszeit zwar Zweige und ähnliches Material zum Niststandort, dieses wird in der Nähe des Nestes fallen gelassen, aber vom brütenden Vogel dann entfernt. Typisch für Niststandorte von Maskentölpel ist deswegen eine freie, runde Stelle mit einem Durchmesser von 75 Zentimeter bis einem Meter.
Die Eiablage ist innerhalb einer Kolonie weitgehend synchronisiert. Auf dem Kure-Atoll erfolgte in 85 Nestern die Eiablage innerhalb von rund sechs Tagen. Beide Elternvögel bebrüten das Gelege 45 Tage, indem sie die Eier mit den Schwimmhäuten ihrer Füße bedecken und warm halten. Wurden zwei Eier gelegt, entwickelt sich oft nur eines, während das zweite (oft kleinere) Ei, gemäß der Reserveei-Hypothese lediglich als Versicherung dient, falls das zuerst gelegte Ei unbefruchtet war oder es durch das Absterben des Embryos nicht zum Schlupf kam.

### Jungvögel und Bruterfolg
Wie auch der Blaufußtölpel, sind Maskentölpel für Brutreduktion durch Kainismus bekannt. Da im Normalfall nur ein Küken aufgezogen wird und die Geschwister in einem Abstand von mehreren Tagen schlüpfen, ist Siblizid am jüngeren Geschwister durch ein gesundes Erstgeborene Teil des angeborenen Verhaltens. Schon kurz nach dem Schlupf greift das stärkere Küken den jüngeren Nestling aggressiv an, drängt das andere Küken aus dem Nest, macht ihm das Futter streitig, oder tötet und frisst es sogar.
Die Elternvögel greifen nicht ein und holen aus dem Nest geworfene Küken auch nicht wieder zurück. Fälle, in denen beide Küken groß werden, sind extrem selten. Auf Raine Island, einem 32 Hektar großen Cay vor der Ostküste Australiens, wuchsen in vier Fortpflanzungsperioden mit jeweils 2000 Nestern nur in drei fällen beide Küken heran.
Die nackten Küken sind beim Schlupf etwa zehn Zentimeter lang und wiegen zwischen 40 und 60 Gramm. In der zweiten Woche beginnen sich kurze Dunen an Rücken und Flanken zu entwickeln. die Nestlinge sind in den ersten sechs Lebenstagen außerstande, ihre Körpertemperatur zu regulieren und sind darauf angewiesen, von den Eltern gehudert zu werden. Kleine Küken sterben bereits nach zwanzig Minuten, wenn sie ungeschützt der tropischen Sonne ausgesetzt sind. Die Küken können dagegen längere Perioden ohne Nahrung überstehen. In der dritten Lebenswoche ist das Küken vollständig mit Dunen bedeckt, die in den nächsten zwei Wochen zunehmend dicker und flauschiger werden. Die Altvögel bewachen das Nest etwa drei bis vier Wochen nach dem Schlupf. Ab der 12. Woche verliert ein Jungtier seine Dunen und ist nach etwa 120 Tagen flügge.
Der Bruterfolg variiert sehr stark. Auf dem Kure-Atoll wuchsen innerhalb von sechs Fortpflanzungsperioden in 50 bis 90 Prozent der Nester Jungvögel heran. Auf Kiritimati wird in El-Niño-Jahren in der Regel kein Nachwuchs groß, weil keine ausreichende Nahrung zur Verfügung steht. Starke Regenfälle überfluten gelegentlich Nester oder beeinträchtigen das Brutverhalten. Eier und Jungvögel wurden und werden vom Menschen gesammelt. Ratten sind auf den Inseln, auf denen sie eingeführt wurden, wesentliche Prädatoren von Eiern und Jungvögeln. Die Silberkopfmöwe und die Bindenralle fressen Eier und kleine Küken. Auf Raine Island und Pandora Cay zerstören Suppenschildkröten gelegentlich versehentlich einige Nester.

## Belege

### Einzelbelege
1. ↑  
Sula dactylatra in der Roten Liste gefährdeter Arten der IUCN 2016. Eingestellt von: BirdLife International, 2016. Abgerufen am 15. November 2017.
2. ↑  BirdLife Factsheet zum Maskentölpel. Abgerufen am 1. Mai 2011.
3. ↑  Higgins, S. 763.
4. ↑  Higgins, S. 763.
5. ↑  Higgins, S. 763.
6. ↑  
Nigel Redman, Terry Stevenson, John Fanshawe: Birds of the Horn of Africa: Ethiopia, Eritrea, Djibouti, Somalia, and Socotra - Revised and Expanded Edition. Princeton University Press, 2016, ISBN 978-0-691-17289-7, S. 44 (englisch, Volltext in der Google-Buchsuche).
7. ↑  Higgins, S. 764.
8. ↑  Higgins, S. 766.
9. ↑  Higgins, S. 769.
10. ↑  Oppel, S., Beard, A., Fox, D. et al.(2015): Foraging distribution of a tropical seabird supports Ashmole’s hypothesis of population regulation. Behav Ecol Sociobiol 69, 915–926 (2015). doi:10.1007/s00265-015-1903-3
11. ↑  Higgins, S. 769.
12. ↑  Higgins, S. 767.
13. ↑  Higgins, S. 769.
14. ↑  Anderson, D. J. (1990): Evolution of obligate siblicide in boobies. 1: A test of the insurance egg hypothesis. American Naturalist 135:334-350. doi:10.1086/285049
15. 1 2  D. J. Anderson (1995): The role of parents in sibilicidal brood reduction of two booby species. The Auk 112(4): 860–869. doi:10.2307/4089018
16. ↑  D. J. Anderson & R. E. Ricklefs (1995): Evidence of kin-selected tolerance by nestlings in a siblicidal bird. Behavioral Ecology and Sociobiology volume 37, pages 163–168, doi:10.1007/BF00176713
17. ↑  Higgins, S. 768.
18. ↑  Higgins, S. 768.
19. ↑  Higgins, S. 770.
20. ↑  Higgins, S. 770.
21. ↑  Higgins, S. 770.
22. ↑  Higgins, S. 770.